# Безводовка (село, Ульяновская область)
Безводовка — село в Кузоватовском районе Ульяновской области. Административный центр Безводовского сельского поселения

## География
Расположено в 92 км к югу от Ульяновска, в южной части села находится выход на дорогу местного значения, соединяющую село Безводовка со станцией Безводовка Ульяновской области на юго-западе и с селом Малая Борла на северо-востоке.

## История
Село основано в конце XVII века, при строительстве Сызранской черты.
В 1780 году в селе Архангельское Безводовка тож, при речке Безводовке, помещичьих крестьян, жило 447 ревизских душ. Село входило в состав Сызранского уезда Симбирского наместничества.
С 1851 года — в Сенгилеевском уезде.
В 1859 году в сельце Безводовка (Любимовка), в 84 дворах жило 740 жителя.
Храм деревянный, построен в 1869 году землевладельцем Александром Николаевичем Ребровским; обнесен деревянной оградой. Престолов в нём два: главный во имя Архистратига Божия Михаила и в приделе во имя преп. Нила Столбенского. Есть каменная часовня. 
В 1913 году в Безводовке было 233 двора, 996 жителей, деревянная Михайло-Архангельская церковь, построенная в 1869 году (не сохранилась), школа (существовала с 1872), усадьба и конный завод дворян Ребровских.

## Население
| 1913 | 1996 | 2010 |
| ---- | ---- | ---- |
| 996  | ↘600 | ↘375 |

Национальный состав
В 1996 — население 600 человек, преимущественно русские.

## Инфраструктура
В селе имеются школа, клуб, библиотека и медпункт. Функционирует центр производственного с.-х. кооператива «Безводовский».

## Достопримечательности
- Беркулейский бор[5]
- Памятник воинам-односельчанам, погибшим в Великой Отечественной войне (1975)[6]